# Lorcan Tucker
Lorcan John Tucker (* 10. September 1996 in Dublin, Irland) ist ein irischer Cricketspieler, der seit 2016 für die irische Nationalmannschaft spielt.

## Aktive Karriere
Sein Debüt in der Nationalmannschaft gab Tucker im September 2016 in einem Twenty20 gegen Hongkong. Jedoch gelang es ihm zunächst nicht sich im Team zu etablieren. Im Mai 2019 gab er dann sein ODI-Debüt gegen England. Im Juli 2019 erzielte er dann bei der Tour gegen Simbabwe sein erstes Half-Century im ODI-Cricket (56 Runs). Ein weiteres Half-Century gelang ihm im Januar 2021 bei der Tour gegen Afghanistan. Im Dezember 2021 gelangen ihm in der Twenty20-Serie in den USA mit 57* und 84 Runs zwei Half-Centuries, wofür er als Spieler der Serie ausgezeichnet wurde. Daraufhin war er fester Bestandteil des irischen Teams, und konnte mit diesem die Qualifikation für die Endrunde erreichen. Im August folgte dann ein Fifty über 78 Runs in den Twenty20s gegen Südafrika und in einer Twenty20-Serie gegen Afghanistan gelang ihm ein Fifty über 50 Runs. Beim ICC Men’s T20 World Cup 2022 erzielte er dann nicht nur gegen die West Indies 45* Runs und konnte mit 34 Runs einen wichtigen Beitrag zum Sieg gegen England beitragen, sondern erzielte gegen Australien ein Half-Century über 71* Runs.